# 邛海
邛海是中国四川省凉山彝族自治州西昌市泸山东北麓的一座天然淡水湖，距市中心7公里，位于螺髻山北侧。它是四川省第二大淡水湖，也是邛海泸山国家级风景名胜区的核心区和西昌市的饮用水水源地。

## 地理特征
邛海属于长江流域雅砻江水系，官坝河、高仓河和鹅掌河为主要入湖河流，通过海河汇入澜沧江支流安宁河。湖泊流域面积达307.67平方公里，湖面积为27.41平方公里。平均水深约为11米，最大水深达18.3米，储水量约为2.93亿立方米。
邛海是公元前116年因一次地震沉陷而成，湖面呈L型。

## 生态环境
自1960年代起，邛海周边地区的填湖造田、围湖造塘、网箱养鱼等活动导致近2/3的湖泊滩涂和苇塘受到破坏和不合理开发利用，邛海的面积由34平方公里降至26.7平方公里，湿地生态遭到严重破坏。
西昌市实施湿地恢复与建设等工程后，邛海湿地面积有所增加，但在2022年，邛海仍然出现了春季束丝藻水华和秋季鱼腥藻水华。

## 历史事件
1998年6月28日至7月2日，西昌、德昌、喜德三县市降雨量超过160毫米，导致安宁河水位陡涨，邛海水位上升了1.16米。这次洪水使得邛海下游的东河高泥沙洪水倒灌，造成了大面积泥沙淤积，导致邛海高枧湾数千亩水生植物死亡。

## 气候特征
邛海流域气候属于亚热带高原季风气候，冬暖夏凉、干湿分明。年平均气温约为20摄氏度，年降水量约为1000毫米，多年平均湖面降水量约为2650万立方米。